# U-46号潜艇 (1938年)
U-46号（德語：U 46）是纳粹德国战争海军建造的二十四艘VII-B型潜艇（或称U艇）之一。它由基尔的日耳曼尼亚船厂承建，于1938年9月10日下水，至同年11月2日交付使用。第二次世界大战期间，该艇曾执行过十三次巡逻作战，共击沉22艘、全损1艘、击伤4艘同盟国或中立国舰船，累积总吨位达148,647吨。1943年11月17日，U-46号在诺伊施塔特退役，至1945年5月5日在弗伦斯堡执行“彩虹命令”而自沉。

## 设计
由于原有VII-A型潜艇的燃料容量有限而导致航程不足，战争海军于1936年又设计建造了24艘VII-B型潜艇作为改进版。为了提高操纵性和转向性能，他们在两副螺旋桨后部设计了两片舵，并增大舵面面积。VII-B型艇的内部空间更大，因此可在外部鞍状水舱内多装载33吨燃油。这种燃料舱是“自动加注”的——当柴油不断被消耗时，海水也不断进入该水舱以补偿浮力。艇艏和艇艉还设有纵倾平衡水舱，通过调整两端水量来防止潜艇在水下可能产生的纵倾和横摇。作为VII-B型艇，U-46号的全长增加了两米，达到66.50米，舷宽6.20米、高9.5米，并有4.74米的吃水深度，水上和水下排水量分别为753吨和857吨。动力采用两台日耳曼尼亚生产的F46型六缸四冲程1,400匹公制馬力（1,000千瓦特）涡轮增压柴油机用于水面运行，以及两台布朗-博韦里提供的GG UB 720/8型375匹公制馬力（280千瓦特）双作用电动发电机用于水下航行；水面最高航速17.2節（31.9每小時），水下8節（15每小時）；能够在水面以10節（19每小時）航速续航8,700海里（16,100），或以4節（7.4每小時）连续在水下航行90海里（170）而无需充电。
武器装备方面，U-46号装备有五具内置式鱼雷发射管——艇艏四具、艇艉一具。相较于VII-A型艇，其艇艉的鱼雷发射管设计在耐压壳体内部、两片舵之间，鱼雷可以由此向外发射。在轮机舱甲板下方还配备了用于艇艉的鱼雷装填系统，耐压壳体与甲板室之间一前一后还设计有外置鱼雷贮存装置，因此U-46号的鱼雷储备和发射能力也得以提升，可携带14枚G7型鱼雷或最多26枚TMA型水雷（TMB型则为39枚）。此外，该艇还搭载有一门配备220发弹药的88毫米35式速射炮以及一门配备1,195发弹药20毫米30式高射炮作为甲板炮。其标准船员编制为4名军官及40－56名水兵。

## 历史
1936年11月21日，海军造舰局根据《英德海军协定》的要求，正式将十一艘VII-B型潜艇（U-45至U-55号）的建造合同发包予基尔的日耳曼尼亚船厂。其中U-46号于次年2月24日开始铺设龙骨，建造序列为581。经过十七个月的建造，它于1938年9月10日下水，至同年11月2日在前U-10号艇长、海军上尉赫伯特·佐勒的指挥下交付使用。完成海试后，该艇加入驻基尔的“韦格纳”潜艇区舰队，先后担任作战艇和前线艇直至1939年12月31日。1939年5月至6月期间，U-46号也曾伙同U-39、U-45、U-47和U-51号一起参加了在北大西洋和比斯开湾的潜水和护航演练。当U艇编制于1940年1月1日重组时，它又继续在驻基尔和圣纳泽尔的第7潜艇区舰队担任前线艇。1941年底退出前线任务后，该艇从9月2日到1942年3月31日以训练艇身份成为驻皮劳的第26潜艇区舰队的一份子，继而换编至驻梅默尔的第24潜艇区舰队担任教学艇。U-46号于1943年11月17日在诺伊施塔特退役，此后在当地的第3潜艇教学支队充当见习水兵的射击训练火炮平台。根据长期生效的“彩虹命令”，该艇于1945年5月5日在弗伦斯堡附近的库普费米勒湾、即编号为AN-9493的海军网格处（54°50′N 09°29′W / 54.833°N 9.483°W）自行凿沉——尽管该命令在一天前便由海军元帅卡尔·邓尼茨撤销。
第二次世界大战期间，U-46号完成了十三次巡逻和两次狼群作战，共计击沉22艘、全损1艘、击伤4艘同盟国或中立国舰船，累积总吨位达148,647吨。

### 作战巡逻

#### 第一至三次巡逻
佐勒指挥了U-46号的前五次巡逻。1939年8月19日12:00，该艇离开基尔，前往爱尔兰岛以西的北大西洋海域执行首次巡逻。经过为期二十八天的航行，它于9月15日08:30返抵基尔，期间没有袭击任何舰船。第二次巡逻随后于10月3日23:00出发，U-46号先是穿过威廉皇帝运河，在布伦斯比特尔短暂停留，并在威廉港修复U艇栈桥后，前往北大西洋游弋。在这次行动过程中，该艇被编入一个U艇集群，根据时任U艇首长邓尼茨制定的“狼群战术”，该集群应寻求与盟军的护航船队作战。在此之前，U艇行动的目的或多或少只是随机追踪并击沉个别船只。然而到了9月底，当德国海军情报部门的无线电侦察机构“B处”的调查结果清楚表明，盟军护航体系正在慢慢建立时，邓尼茨看到了将狼群战术付诸实践的机会。除了U-46号之外，第一批狼群还包括U-45、U-40、U-42和U-37号，均受“洪迪乌斯”潜艇区舰队司令、海军少校维尔纳·哈特曼指挥。10月17日午夜过后不久，U-46号曾向一艘英国巡洋舰发射了三枚鱼雷，但全数射失。至上午08:00，该艇用88毫米炮发射四发炮弹袭击了无实际护航的HG-3号船队中的英国客轮约克郡号（Yorkshire），没有命中任何目标，并在对方还击时下潜。16:50，佐勒转而向船队中的另一艘英国货轮曼德勒城号（City of Mandalay）发射一枚鱼雷，并观察到其船舯部的轮机舱被击中，并看到船体倾斜。十分钟后发射的第二枚鱼雷则过早引爆了。不久之后，曼德勒城号便在菲尼斯特雷角西北偏西约360海里（670）处沉没。二十一天后，U-46号于11月7日22:00返抵基尔。
1939年12月19日02:15，佐勒率U-46号从基尔启程，穿过威廉皇帝运河前往爱尔兰岛西部的北大西洋执行第三次巡逻，至1940年1月10日06:00返回基尔。在这次为期二十二天、共计4,180海里（7,740）的航行中，该艇仅击沉1艘注册吨位为924总吨的中立国船舶。受害者是挪威货船鲁道夫号（Rudolf），它于12月21日04:40在拉特里角东北偏东约110海里（200）处被佐勒发射的一枚鱼雷击中，并迅速从船艉沉没。

#### 第四至六次巡逻

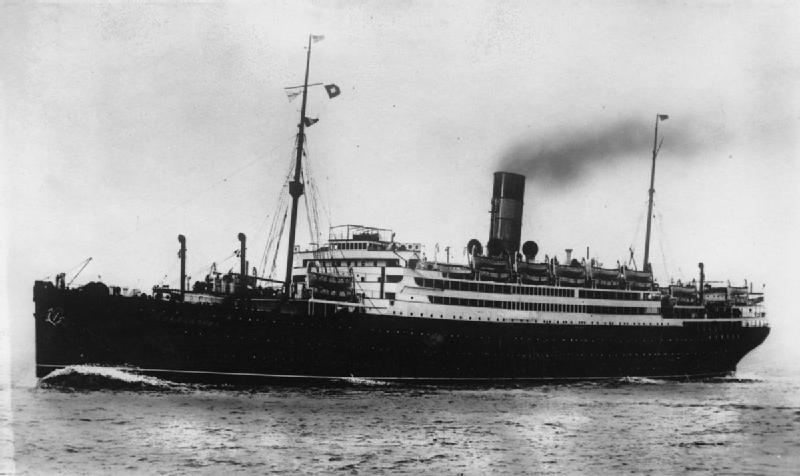
卡林西亚号是二战中遭U艇击沉的第五大舰船

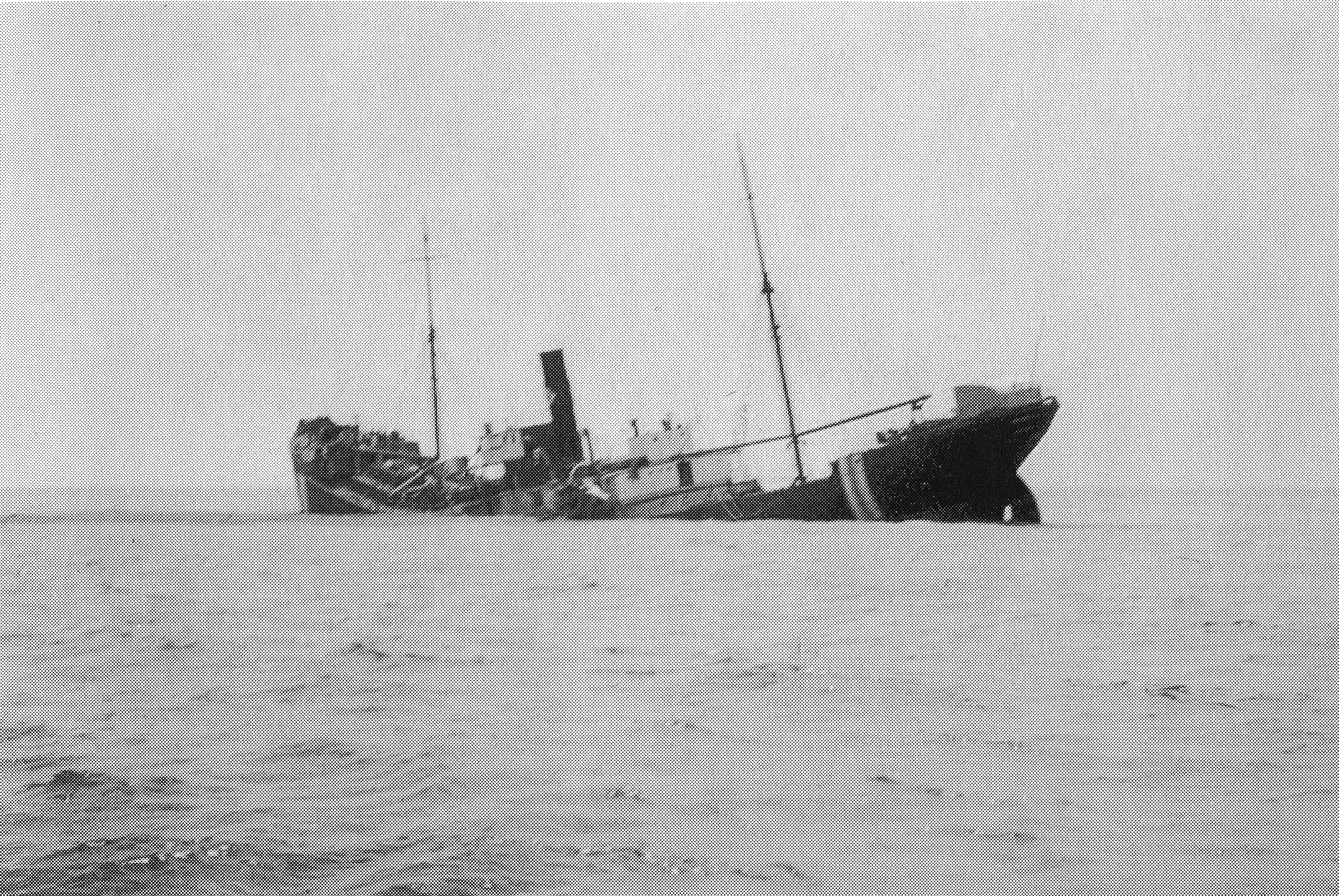
沉没中的玛加丽塔号

在第四次巡逻中，U-46号于1940年2月29日07:00离开基尔，经由威廉皇帝运河于3月1日抵达黑尔戈兰岛。在当地进行的潜水演练过程时，该艇发现了冰损，不得不返回威廉港的船坞接受维修，并于3月5日抵达。六天后，U-46号离开威廉港前往挪威西岸，为入侵该国的“威悉演习行动”做准备。它与U-25、U-51、U-64和U-65号组成共同组成第一潜艇集群，作战区域位于纳尔维克、哈尔斯塔、费斯特峡湾和沃格斯峡湾。该艇于4月11日抵达纳尔维克，并在两天后的纳尔维克海战期间被护航厌战号战列舰的英国驱逐舰投掷深水炸弹并严重损坏，但随后仍继续坚持在纳尔维克周边海域巡逻。经过为期四十四天、航行了约5,300海里（9,800）后，U-46号于4月23日10:10返抵基尔，没有任何舰船在是次行动中遭击伤或击沉。
海军中尉恩格尔贝特·恩德拉斯于5月22日接替佐勒成为U-46号艇长，他曾在U-47号潜入斯卡帕湾击沉英国战列舰皇家橡树号时担任京特·普里恩的第一值更官。恩德拉斯于6月1日09:30率艇从基尔出发执行第六次巡逻，开启自己的王牌艇长之路，前往北大西洋、比斯开湾和菲尼斯特雷角周边海域游弋。五天后，容积总吨达20,277吨的英国武装商船巡洋舰卡林西亚号于13:13在戈尔韦湾以西被U-46号发射的一枚鱼雷击中。德国人随后观察到该船已然不受控制地转圈，并从船艉投下深水炸弹。13:47，第二枚鱼雷从潜艇射出，试图完成致命一击，但未能命中，对方也开炮还击。恩德拉斯决定不再浪费鱼雷并驶离该地区，因为燃烧的武装商船巡洋舰正在从船艉沉陷，逐渐朝左舷倾侧，延至翌日在距布拉迪角以东约43海里（80）处沉没，成为二战中遭U艇击沉的最大型舰船之一。6月9日13:05，中立的芬兰货船玛加丽塔号（Margareta）被U-46号发射的一枚鱼雷击中船舯部，断成两截，一小时后在距离菲尼斯特雷角约350海里（650）处沉没。6月11日23:04，恩德拉斯又在菲尼斯特雷角以西发射一枚鱼雷击中了从OG-33F号船队分离的英国油轮阿塞勒王子号（Athelprince）。后者在中弹后继续坚持航行，但在23:30被第二枚鱼雷击中船中后部，导致船艉断裂。恩德拉斯没有等到该船沉没。阿塞勒王子号被打捞修复并于次年重新投入使用。从6月12日至15日，U-46号曾参与“勒辛狼群”作战，目标是攻击穿越大西洋中部前往英国途中的US-3号护航船队，但盟军怀疑德国潜艇在该地区活动，于是将船队改道向西，绕过了德军的阵位。尽管如此，该艇还是于6月12日在菲尼斯特雷角西北偏西约220海里（410）处单独袭击了SL-34号船队：19:38，恩德拉斯发射第一枚鱼雷，未能命中既定目标，但击中了英国货船芭芭拉·玛丽号（Barbara Marie），导致其断成两截并沉没；第二枚鱼雷于19:46射出，击中了另一艘英国货轮柳岸号（Willowbank）的前部，使之从船艏沉没。6月17日01:30，中立且无护航的希腊货船厄尔庇斯号（Elpis）被U-46号发射的一枚鱼雷击中，当时它正以8節（15每小時）的速度在菲尼斯特雷角西北偏西约220海里处航行。但由于故障，鱼雷未能引爆而是直接沉入海底，此后不久，当潜艇在仅150米的距离内转向左舷正横侧时，船上的瞭望员发现了它在水面上的情况。船长立即关停发动机，并告诉船员们准备好两艘救生艇下水。德国人要求用莫尔斯灯识别身份，得到了正确回应，但他们没有提及不得使用无线电，于是船长命令大多数船员登上救生艇并留在船边，同时由报务员发出无线电求救。此举激怒了恩德拉斯，他下令将甲板炮准备就绪，然而在开火之前，救生艇便已脱离了货船，因此改为于01:55分发射第二枚鱼雷完成致命一击。鱼雷击中了船舯部的左舷轮机舱，导致厄尔庇斯号在断成两截后几分钟内沉没。经过三十一天的航行，U-46号于7月1日05:00返回基尔。

#### 第七至九次巡逻
为了能够从比斯开湾向大西洋出击，U-46号于1940年8月1日从基尔启程执行第七次巡逻，前往德占法国。在黑尔戈兰岛过夜后，正从巡逻返航的英国潜艇三合号于8月3日在卑尔根北部的费迪厄奥森海域发现了这艘出航的德国U艇。由于三合号在水下缓慢行驶时无法达到适合鱼雷攻击的位置，因此它于22:30浮出水面，利用其4英寸（100）火炮与U-46号交战。恩德拉斯决定不予回应并潜入水中。三合号也下潜并试图进行追击，但双双都失去了联系。这次遭遇使U-46号的电动机受损，被迫于8月4日折返卑尔根进行维修。它于8月8日20:00重新起航，经由北海海峡和北大西洋南下。8月16日13:02，U-46号在罗科尔西南约150海里（280）处向OB-197号船队部分重叠的三艘船（两艘客船和一艘货船）发射了三枚鱼雷，并观察到货船被击中，对方明显受损，因为船艏陷入水中较深。事实上，货船的左舷被击中后起火，经过长时间的努力才得以扑灭，其后被拖到古罗克。恩德拉斯当时无法确认遇袭船只的身份，但U-30号听到了由荷兰货轮阿尔喀诺俄斯号（Alcinous）发出的求救信号。四天后，无护航的希腊货船莱昂尼达斯·M·瓦尔马斯号（Leonidas M. Valmas）于21:50又被U-46号发射的一枚鱼雷击中并严重受损。它被拖到格里诺克，在凯姆斯湾搁滩，并宣布为全损。8月27日21:47，恩德拉斯在距克利尔角西南约120海里（220）处向正为SL-43号船队护航的英国武装商船巡洋舰邓韦根城堡号发射了一枚鱼雷，并击中舰桥后部。随着对方继续前行，德国人遂于22:12和22:51又发射了两枚鱼雷，分别击中轮机舱和舰桥前部。邓韦根城堡号停了下来并起火燃烧，延至翌日沉没。这同样是二战中遭U艇击沉的最大型舰船之一。8月31日16:01，无护航且无武装的比利时客轮哈瑟尔特城号（Ville de Hasselt）在巴拉海岛西北约100海里（190）处以13.5節（25.0每小時）的速度按非规避航线行驶时，被U-46号的一枚艇艉鱼雷击中左舷6号货舱。潜艇随即浮出水面观察，绕着该船转了一圈以确认身份，然后在对方从船艉沉没后，没有询问船员便离去。9月2日22:04，U-46号在布拉迪角以西约200海里（370）处袭击了OB-206号车队，并报称击沉一艘油轮和一艘货轮。然而，事实上只有英国货船桑里号（Thornlea）在这次袭击中沉没。9月4日18:30左右，无护航且中立的爱尔兰货船利默里克号（Luimneach）在韦桑岛西南偏西约170海里（310）处被U-46号鸣炮拦截，并于20:00在船员弃船后遭火炮击沉。当它被发现时，潜艇正从巡逻归来，没有剩下任何鱼雷。恩德拉斯不确定该船的国籍，幸存者却认为潜艇是意大利的。被截停后，这些人挤上一艘拥挤的救生艇弃船，艇上没有给养。恩德拉斯命令他们划回船上，让第二艘救生艇下水，并交给他们口粮、香烟和朗姆酒。最终，U-46号于9月6日07:45抵达洛里昂。
U-46号在恩德拉斯的指挥下于9月20日17:30离开洛里昂前往圣纳泽尔。在当地修复了5号潜水舱后，该艇驶向比斯开湾和北大西洋执行第八次巡逻。9月26日01:53，从OG-43号船队中掉队英国货船海岸之翼号（Coast Wings）在克利尔角西南偏西约250海里（460）处被U-46号的一枚鱼雷击中右舷前部。鱼雷爆炸产生的碎片落在潜艇附近，而货船几分钟后便严重倾斜沉没。当天21:20，无护航且中立的瑞典煤船西尔扬号（Siljan）又在克利尔角以西约360海里处被恩德拉斯发射的一枚鱼雷击中左舷前部。当潜艇靠近并识别出船名时，该船已从艏部沉降，船员们开始弃船。德国人突然意识到对方仍在以6至8節（11至15每小時）的速度航行并撞向潜艇，恩德拉斯好不容易才避免了碰撞，并在煤船正下方保持平行航向，数分钟后得以脱险。但水平舵就此受损，并导致2名水兵被冲下海而溺亡。U-46号被迫终止巡逻，于9月29日返抵圣纳泽尔。
两周后，即10月13日14:00，U-46号的第九次巡逻从圣纳泽尔启航，前往比斯开湾、北大西洋和罗科尔海域游弋。10月18日20:58至21:04之间，该艇向巴拉海岛以西偏南约100海里处的SC-7号船队发射了四枚鱼雷，并宣称造成两艘总计8,000吨的船只沉没、一艘7,000吨的船只受损。事实上，恩德拉斯在这次袭击中击沉了英国货船贝亚图斯号和瑞典货船铃兰号（Convallaria）。22:25，同船队中的另一艘瑞典货船贡堡号（Gunborg）也被U-46号发射的一枚鱼雷击中，在赫布里底群岛以西约150海里处沉没。一天后，恩德拉斯于23:47又发射一枚鱼雷击中HX-79号船队中的英国货船卢比拉号（Ruperra），使之在罗卡尔西南约90海里处沉没。该船队另一艘掉队的瑞典油轮雅努斯号（Janus）则是10月20日03:25被U-46号发射的一枚鱼雷击中船舯部，并伴随着巨大的大爆炸断为两截，每截都漂浮了一段时间才沉没。早在02:44，德国人便尝试用两枚鱼雷攻击油轮，但没有成功。10月25日，英国皇家空军第228中队的三架哈德逊式轰炸机袭击了U-46号，导致艇上1人受伤，延至翌日死亡。该艇的返程航行先是经停克里斯蒂安桑接受小修，再取道波罗的海前往基尔。经过为期十七天、总里程约3,150海里（5,830）的航行，U-46号于10月29日14:00返抵基尔。在这项任务结束后，它从10月30日驶入基尔的德意志船厂进行大修，直至1941年2月6日。

#### 第十至十三次巡逻
1941年2月12日08:00，恩德拉斯重新率领U-46号从基尔出发执行第十次巡逻。继穿越威廉皇帝运河、在布伦斯比特尔受破冰船开道、在库克斯港担任护航、并在黑尔戈兰岛修理螺旋桨后，该艇前往北大西洋游弋。经过为期二十天、约2,900海里（5,400）的航行后，U-46号于3月4日12:00再度抵达德占法国的圣纳泽尔，期间没有任何船只被击沉或击伤。
在第十一次巡逻中，U-46号于3月15日16:15离开圣纳泽尔，前往爱尔兰岛西部的北大西洋游弋。3月29日17:50，无护航的瑞典货船利古里亚号（Liguria）作为OB-302号船队的掉队者，被恩德拉斯发射的一枚鱼雷击中船舯部，在雷克雅未克西南偏南约300海里（560）处断成两截不到六分钟后便沉底。两天后的10:33，另一艘独行的瑞典油轮卡斯托耳号（Castor）在距法韦尔角东南偏东约430海里（800）处又被U-46号发射的一枚鱼雷击中右舷的船舯前部。油轮上高度易燃的货物立即着火，火焰迅速蔓延到整艘船，但延至4月3日才沉没。鱼雷击中大约10分钟后，幸存者在燃烧的油轮右舷观察到U艇。显然，德国人通过船艉标示的名称识别了该船，然后没有询问幸存者就离开了。4月2日23:29，恩德拉斯在冰岛西南部第一次袭击了SC-26号船队，并报告击中英国油轮不列颠信实号（British Reliance）和一艘5,000总吨的轮船，但未能观察到船只沉没。事实上，只有不列颠信实号被击中，后来在58°25′N 28°21′W / 58.417°N 28.350°W处沉没。4月3日00:42，U-46号在雷克雅未克西南方向第二次攻击SC-26号船队，并观察到身处11号阵位的英国货船阿尔德浦号（Alderpool）被击中。该船被遗弃，至当天03:28由U-73号完成致命一击。4月3日，由于鱼雷发射管头盖发生严重故障，U-46号不得不提前结束巡逻，于4月10日18:40返回圣纳泽尔潜艇基地。
U-46号在恩德拉斯的指挥下于5月15日18:45从圣纳泽尔启航，继续前往北大西洋展开第十二次巡逻。从5月19日起，该艇加入“西方狼群”作战，意图以集群方式袭击盟军护航船队。5月23日，U-46号艇上的一名瞭望员在北大西洋的恶劣天气中折断了一只手臂。6月8日13:25，恩德拉斯在48°46′N 29°14′W / 48.767°N 29.233°W处向无护航的英国油轮剑蛏号（Ensis）发射了两枚鱼雷。对方正空舱从伦敦驶往库拉索。两枚鱼雷都取得了命中，但其中一枚没有爆炸。受损的油轮仍可自行前往圣约翰，于6月15日到达。6月9日00:01，与OB-330号船队分散的英国货轮菲迪亚斯号（Phidias）在亚速尔群岛以北被U-46号的一枚鱼雷击中，但没有爆炸。此时潜艇的鱼雷已经耗尽，遂于00:10改用甲板炮开火。货轮起初进行反击，但很快便起火，并因船员弃船而停止射击。至00:45，潜艇在发射了71发炮弹后停火，离开了正在燃烧和下沉的残骸。经过为期二十九天和约4,800海里（8,900）的航行后，U-46号于6月13日11:00返抵圣纳泽尔。
7月26日17:30，恩德拉斯率U-46号离开圣纳泽尔执行第十二次、也是最后一次巡逻，前往北大西洋游弋。在为期三十二天的归国之旅中，该艇航行了约4,400海里（8,100），先后在卑尔根（卸下鱼雷并转移燃料）和克里斯蒂安桑（护航交接）经停，至8月26日09:50抵达基尔，期间没有袭击任何舰船。这次任务之后，U-46号于10月13日接受了大修，然后作为第26区舰队的训练艇前往皮劳。

## 袭击历史摘要
| 日期           | 船名                    | 船籍         | 吨位   | 结局 |
| -------------- | ----------------------- | ------------ | ------ | ---- |
| 1939年10月17日 | 曼德勒城号              | 英国         | 7,028  | 击沉 |
| 1939年12月21日 | 鲁道夫号                | 挪威         | 924    | 击沉 |
| 1940年6月6日   | 卡林西亚号              | 英國皇家海軍 | 20,277 | 击沉 |
| 1940年6月9日   | 玛加丽塔号              | 芬兰         | 2,155  | 击沉 |
| 1940年6月11日  | 阿塞勒王子号            | 英国         | 8,782  | 击伤 |
| 1940年6月12日  | 芭芭拉·玛丽号           | 英国         | 4,223  | 击沉 |
| 1940年6月12日  | 柳岸号                  | 英国         | 5,041  | 击沉 |
| 1940年6月17日  | 厄尔庇斯号              | 希腊         | 3,651  | 击沉 |
| 1940年8月16日  | 阿尔喀诺俄斯号          | 荷蘭         | 6,189  | 击伤 |
| 1940年8月16日  | 莱昂尼达斯·M·瓦尔马斯号 | 希腊         | 2,080  | 全损 |
| 1940年8月27日  | 邓韦根城堡号            | 英國皇家海軍 | 15,007 | 击沉 |
| 1940年8月31日  | 哈瑟尔特城号            | 比利时       | 7,461  | 击沉 |
| 1940年9月2日   | 桑里号                  | 英国         | 4,261  | 击沉 |
| 1940年9月4日   | 利默里克号              | 愛爾蘭       | 1,074  | 击沉 |
| 1940年9月26日  | 海岸之翼号              | 英国         | 862    | 击沉 |
| 1940年9月26日  | 西尔扬号                | 瑞典         | 3,058  | 击沉 |
| 1940年10月18日 | 贝亚图斯号              | 英国         | 4,885  | 击沉 |
| 1940年10月18日 | 铃兰号                  | 瑞典         | 1,996  | 击沉 |
| 1940年10月18日 | 贡堡号                  | 瑞典         | 1,572  | 击沉 |
| 1940年10月18日 | 卢比拉号                | 英国         | 4,548  | 击沉 |
| 1940年10月20日 | 雅努斯号                | 瑞典         | 9,965  | 击沉 |
| 1941年3月29日  | 利古里亚号              | 瑞典         | 1,751  | 击沉 |
| 1941年3月31日  | 卡斯托耳号              | 瑞典         | 8,714  | 击沉 |
| 1941年4月2日   | 不列颠信实号            | 英国         | 7,000  | 击沉 |
| 1941年4月3日   | 阿尔德浦号              | 英国         | 4,313  | 击伤 |
| 1941年6月8日   | 剑蛏号                  | 英国         | 6,207  | 击伤 |
| 1941年6月9日   | 菲迪亚斯号              | 英国         | 5,623  | 击沉 |

## 脚注
1. 1 2  加洛普，第72頁.
2. ↑  威廉生，第10頁.
3. 1 2  Gröner 1991，第43–44頁.
4. 1 2 3 4 5 6 7 8  . U-Boot-Archiv.   [2024-04-22]. （原始内容存档于2023-09-28）.
5. 1 2  Helgason, Guðmundur. . German U-boats of WWII - uboat.net.   [2024-04-22]. （原始内容存档于2022-12-09）.
6. 1 2  Helgason, Guðmundur. . German U-boats of WWII - uboat.net.   [2024-04-22]. （原始内容存档于2022-09-27）.
7. ↑  Helgason, Guðmundur. . German U-boats of WWII - uboat.net.   [2024-04-22]. （原始内容存档于2020-09-27）.
8. ↑  Blair，第147頁.
9. ↑  Helgason, Guðmundur. . German U-boats of WWII - uboat.net.   [2024-04-22]. （原始内容存档于2008-10-13）.
10. ↑  Helgason, Guðmundur. . German U-boats of WWII - uboat.net.   [2024-04-22]. （原始内容存档于2020-09-29）.
11. ↑  Helgason, Guðmundur. . German U-boats of WWII - uboat.net.   [2024-04-22]. （原始内容存档于2020-09-25）.
12. ↑  Blair，第152頁.
13. ↑  Helgason, Guðmundur. . German U-boats of WWII - uboat.net.   [2024-04-22]. （原始内容存档于2008-09-07）.
14. ↑  Busch & Röll，第62頁.
15. 1 2  Helgason, Guðmundur. . German U-boats of WWII - uboat.net.   [2023-11-23]. （原始内容存档于2020-05-29）.
16. ↑  Helgason, Guðmundur. . German U-boats of WWII - uboat.net.   [2024-04-22]. （原始内容存档于2020-09-19）.
17. ↑  Helgason, Guðmundur. . German U-boats of WWII - uboat.net.   [2024-04-22]. （原始内容存档于2020-08-04）.
18. ↑  Helgason, Guðmundur. . German U-boats of WWII - uboat.net.   [2024-04-22]. （原始内容存档于2020-08-15）.
19. ↑  Blair，第169頁.
20. ↑  Helgason, Guðmundur. . German U-boats of WWII - uboat.net.   [2024-04-22]. （原始内容存档于2020-08-10）.
21. ↑  Helgason, Guðmundur. . German U-boats of WWII - uboat.net.   [2024-04-22]. （原始内容存档于2020-08-04）.
22. ↑  Helgason, Guðmundur. . German U-boats of WWII - uboat.net.   [2024-04-22]. （原始内容存档于2020-08-03）.
23. ↑  Helgason, Guðmundur. . German U-boats of WWII - uboat.net.   [2024-04-22]. （原始内容存档于2020-09-24）.
24. ↑  Helgason, Guðmundur. . German U-boats of WWII - uboat.net.   [2024-04-22]. （原始内容存档于2020-08-12）.
25. ↑  Helgason, Guðmundur. . German U-boats of WWII - uboat.net.   [2024-04-22]. （原始内容存档于2019-04-08）.
26. ↑  Helgason, Guðmundur. . German U-boats of WWII - uboat.net.   [2024-04-22]. （原始内容存档于2020-08-03）.
27. ↑  Helgason, Guðmundur. . German U-boats of WWII - uboat.net.   [2024-04-22]. （原始内容存档于2020-10-28）.
28. ↑  Helgason, Guðmundur. . German U-boats of WWII - uboat.net.   [2024-04-22]. （原始内容存档于2020-08-10）.
29. ↑  Helgason, Guðmundur. . German U-boats of WWII - uboat.net.   [2024-04-22]. （原始内容存档于2020-10-01）.
30. ↑  Helgason, Guðmundur. . German U-boats of WWII - uboat.net.   [2024-04-22]. （原始内容存档于2020-08-04）.
31. ↑  Helgason, Guðmundur. . German U-boats of WWII - uboat.net.   [2024-04-22]. （原始内容存档于2020-09-24）.
32. ↑  Helgason, Guðmundur. . German U-boats of WWII - uboat.net.   [2024-04-22]. （原始内容存档于2020-09-24）.
33. ↑  Helgason, Guðmundur. . German U-boats of WWII - uboat.net.   [2024-04-22]. （原始内容存档于2020-10-23）.
34. ↑  Helgason, Guðmundur. . German U-boats of WWII - uboat.net.   [2024-04-22]. （原始内容存档于2020-09-24）.
35. ↑  Helgason, Guðmundur. . German U-boats of WWII - uboat.net.   [2024-04-22]. （原始内容存档于2020-09-24）.
36. ↑  Helgason, Guðmundur. . German U-boats of WWII - uboat.net.   [2024-04-22]. （原始内容存档于2020-10-23）.
37. ↑  Helgason, Guðmundur. . German U-boats of WWII - uboat.net.   [2024-04-22]. （原始内容存档于2008-10-07）.
38. ↑  Helgason, Guðmundur. . German U-boats of WWII - uboat.net.   [2024-04-22]. （原始内容存档于2020-08-05）.
39. ↑  Helgason, Guðmundur. . German U-boats of WWII - uboat.net.   [2024-04-22]. （原始内容存档于2020-10-01）.
40. ↑  Helgason, Guðmundur. . German U-boats of WWII - uboat.net.   [2024-04-22]. （原始内容存档于2020-10-24）.
41. ↑  Helgason, Guðmundur. . German U-boats of WWII - uboat.net.   [2024-04-22]. （原始内容存档于2020-09-29）.
42. ↑  Helgason, Guðmundur. . German U-boats of WWII - uboat.net.   [2024-04-22]. （原始内容存档于2008-10-07）.
43. ↑  Helgason, Guðmundur. . German U-boats of WWII - uboat.net.   [2024-04-22]. （原始内容存档于2023-09-24）.
44. ↑  Helgason, Guðmundur. . German U-boats of WWII - uboat.net.   [2024-04-22]. （原始内容存档于2008-08-30）.
45. ↑  Helgason, Guðmundur. . German U-boats of WWII - uboat.net.   [2024-04-22]. （原始内容存档于2020-08-13）.
46. ↑  Helgason, Guðmundur. . German U-boats of WWII - uboat.net.   [2024-04-22]. （原始内容存档于2020-09-24）.
47. ↑  Helgason, Guðmundur. . German U-boats of WWII - uboat.net.   [2024-04-22]. （原始内容存档于2008-09-05）.